# 戒急用忍
戒急用忍政策是中華民國總統李登輝主政時，抑制台灣企業界投資中國大陸的經濟政策，由李於1996年9月14日全國經營者大會上提出。

## 政策名稱來源
戒急用忍，原是清國康熙皇帝賜給四皇子雍清王胤禛的處事座右銘。在胤禛登基成為雍正皇帝後，將這四字做成木匾，懸掛在養心殿上，另外，也做成木掛屏，懸掛在自己日常起居之處。這個典故記錄在雍正皇帝在1726年對雲南巡撫朱綱的奏摺中。

## 沿革

### 前身
早於1987年，孫運璿就在《天下雜誌》的專訪（〈孫運璿：對中國大陸經濟過度依賴將產生危機〉）中提出類似戒急用忍的觀點。

### 李登輝時期
在1990年代，當時總統李登輝和行政院長郝柏村因應台塑在中國大陸大規模投資的「海滄計畫」，下達三大通牒。若台塑與中國大陸簽訂海滄計畫的協議，政府將停止台塑股票交易、下令相關銀行凍結台塑集團資金、與限制台塑集團高層主管出境等三大禁令。台塑企業為求生存，只得忍痛放棄投資。
在西元2000年前，針對投資大陸的主張除了戒急用忍外，還有曾任民進黨主席的許信良主張的「大膽西進」及民進黨在經由辯論後產生的「強本西進」；大膽西進派認為台商大舉西進後，可以在大陸發揮相當的影響力，進而成為台灣的保障；而戒急用忍派則認為依賴大陸勞力與市場會妨礙臺灣的自主性與多重安全；而且台商反而很容易成為中共在台灣的代言人，過度西進會讓代言人的政經力量過於強大，而造成不對稱的影響。
1994年底人民幣大幅貶值45%，中國大陸大量吸引各國投資，東亞各國資金開始失血。
1996年8月14日，李登輝在國民大會答覆國大代表國是建言時指出，「以中國大陸為腹地建設亞太營運中心的論調必須加以檢討」。同年9月14日，李登輝即提出「戒急用忍」主張，之後並明確界定：「高科技、五千萬美金以上、基礎建設」三種投資應對大陸「戒急用忍」，以免臺灣喪失研發優勢以及資金過度失血。此項政策發表後，即遭到工商業界的質疑，並引發「國家及社會安全與企業利益間如何取得平衡」的辯論。
蕭萬長在擔任行政院院長期間亦遵循李登輝的方向以戒急用忍為兩岸政策主軸。其於1998年強調，檢討調整「戒急用忍」政策的前提是「中共消除對我敵意、結束敵對狀態並存、尊重兩岸對等分治、以平等互惠對待我、不再阻擋我方在國際上的活動空間、台商投資權益經過協議獲得確切保障而且不影響台灣經濟穩定發展」。

### 陳水扁時期
2000年，由於陳水扁當選總統後，適逢世界經濟不景氣，產業界方面要求鬆綁「戒急用忍」政策聲音加劇，而陳水扁也將「戒急用忍」政策改為「積極開放，有效管理」。2006年1月1日，陳水扁在元旦談話中把「積極開放，有效管理」宣傳改為「積極管理，有效開放」。
反對戒急用忍的前民進黨不分區立委林濁水表示：把扁當「反西進」的救星，其實是很奇怪的，因為直到2005前扁是西進派的，他一上台，就宣佈開放小三通、修正兩岸人民關係條例、縮小中國人民來台限制、放鬆對大陸各項投資限制、2004年底正式通過「積極開放」計劃……但他的計劃既受阻於兩岸的緊張情勢，又遲遲不開放三通，被國民黨批為「鎖國」，從而在民間形成反三通反兩岸交流的刻板印象，終於被M型社會的輸家當成經濟民族主義的救星。但他也表示，西進確實會讓台灣所得分配更不平均，但是戒急用忍解決不了問題。

## 評價

### 正面
- 2020年有台灣民調顯示，68.1%的民眾肯定李登輝採取戒急用忍政策，避免台灣產業迅速流失。[7]

### 負面
- 媒體人趙少康認為：用政治力量干預經濟效果有限，與其禁止不如與中國大陸企業合作甚至更進一步想辦法主導。[8]
- 李敖諷刺，戒急用忍完全是一種鴕鳥政策，「既不能令，又不受命」；而他認為，商人比政客聰明，所以台灣商人才會急著進入中國大陸市場去卡位、掌握商機；「（台灣）應該趁機取利，沒什麼忍不忍的問題。有好處，才忍。沒好處，忍什麼？」[9]

### 其他
- 2007年1月29日，李登輝接受《台灣壹週刊》專訪時表示，戒急用忍並不是主張台灣不能和中國大陸有關係，他非常擔心目前兩岸完全沒有溝通平台。他批評：經濟原本就雙向，民進黨卻把它變成單向，「整個台灣像一桶水，水一直流出去、沒有回來，老百姓怎麼生活？」他同時批評民進黨：「政策變來變去，積極開放又變積極管理，簡直豈有此理！」[10][11]
- 2010年6月29日中華民國政府於重慶簽訂海峽兩岸經濟合作架構協議（ECFA），總統馬英九及行政院長劉兆玄視為加強台灣經濟發展的重要政策，戒急用忍政策可謂暫告終止，唯後爆發太陽花學運兩岸交流戛然而止。

## 軼聞
「戒急用忍」原為康熙帝赐给四皇子胤禛（其後登基為雍正帝）的座右銘；1996年李登輝在「全國經營者大會」上的演講第一次用「戒急用忍」一詞描述他認為的中華民國對中國大陸應有之經濟政策，因對主辦人高清愿大舉投資中國大陸不滿，李登輝本不欲與會，後改變主意，出席前晚通知秘書蘇志誠擬稿，蘇志誠趕緊回家連夜趕稿，根據老闆的談話，他抓起書桌上的成語參考書就將「戒急用忍」四個字抄進講稿，亦因時間倉促無暇考證出處，故蘇其實並不知道該詞緣起康熙、雍正的語源。